# Yasin Bhatkal
Mohammed Ahmed Sidibapa, llamado Yasin Bhatkal por los organismos de investigación indios, es el presunto líder fundador de la organización terrorista proscrita Indian Mujahideen (IM). Estuvo en la lista de Los Más Buscados de la NIA hasta su detención en la frontera entre India y Nepal cerca de Motihari, Bihar a finales de agosto de 2013.
Ahmed Sidibapa nació en 1983 y estudió hasta el 10 º grado en Bhatkal. Después de no poder limpiar su examen del 10 º grado se fue a Dubái en noviembre de 2005. Según su familia, Ahmed desapareció de Dubái en enero de 2007.
Yasin Bhatkal fue detenido en la frontera entre India y Nepal, en Bihar. Se encuentra actualmente bajo la custodia de la Policía Bihar. La Policía de Bihar están interrogando a Yasin Bhatkal y más tarde le dictarán en un tribunal de tránsito prisión preventiva. Al anunciar el arresto de Bhatkal, uno de los terroristas más buscados de la India que estaba en activo por cinco años, el ministro del Interior Sushilkumar Shinde dijo: «Yasin Bhatkal fue detenido el pasado miércoles 28 de agosto de 2013 por la noche».